# باش‌کیمسه، سنان‌پاشا
باش‌کیمسه (به ترکی استانبولی: Başkimse) یک منطقهٔ مسکونی در ترکیه است که در سنان‌پاشا واقع شده‌است.